# Биосферен резерват
Биосферният резерват е строго охранявана територия с уникална флора и фауна и други природни ценности с голямо значение, които служат за еталон на първичното състояние на екосистемата. На тяхна база се прави оценка на влиянието, което човешкият вид оказва на природата. Впоследствие концепцията търпи промени и през 1995 г. се провежда Втори световен конгрес за биосферните резервати в гр. Севиля, Испания, където е приета нова стратегия за биосферните резервати/паркове, която обръща внимание на възможностите за насърчаване на решения за съчетаване на опазването на биологичното разнообразие с устойчивото му използване. По този начин биосферните паркове следва да се превърнат в пример за хармонично съжителство между човека и природата, демонстрирайки добри практики и политики, както в областта на опазването на биологичното разнообразие и естествените екосистеми, така и в областта на устойчивото развитие на местните общности.
Създаването на Световна мрежа на биосферните резервати е част от програмата „Човекът и биосферата“, която е приета през 1970 г. от Организацията на Обединените нации за образование, наука и култура (ЮНЕСКО).

## Севилска стратегия (1995)
Съгласно Севилската стратегия (1995), всеки биосферен резерват трябва да съдържа три структурно-организационни елементи: една или повече сърцевинни зони, които са строго охраняеми територии за опазване на биологичното разнообразие, допускащи дейности като мониторинг на минимално нарушени екосистеми, не-деструктивни изследвания и други дейности с минимално влияние (напр. образование); ясно очертана буферна зона, която обикновено обгражда централната зона и служи за провеждането на дейности, съвместими с разумните екологични практики, включващи природозащитно обучение, рекреация, екотуризъм, приложни и фундаментални изследвания; и преходна зона (зона за развитие), която може да включва различни селскостопански дейности, селища и използване на ресурси, в които местните общности, управителните агенции, учените, неправителствените организации, културните сдружения и всички други заинтересовани страни работят съвместно за управлението и устойчивото развитие на ресурсите на територията.
Подобно зониране създава предпоставки за апробацията на нови и гъвкави спрямо географските условия подходи и инструменти за управление на териториите (вкл. регионите, в които са разположени биосферните резервати) в условията на равнопоставеност на приоритетите по съхраняване набиоразнообразието с устойчивото използване на природните ресурси. Именно затова в България започва да се налага понятието „биосферни паркове“, което трябва да замени „биосферни резервати“, за да може да се прави разлика между първоначалната концепция, включваща изцяло защитени според българското законодателство резервати и съвременната такава, която огражда защитените територии и предоставя възможности за запазване статута на резерватите и фокус върху тяхното опазване, но така също и устойчиво икономическо развитие в районите около тях.

## Биосферни резервати/паркове в България
Първоначално в страната има 16 биосферни резервата от стар тип, което я нарежда на 3-то място по брой биосферни резервати в Европа след Испания и Русия и на 6-о място в света, днес бройката им намалява до 10. Според някои анализатори (Петрова и Владимиров 2011), по-голямата част от биосферните резервати в България не съответстват на целите и критериите на Нормативната рамка на Световната мрежа от биосферни резервати и Севилската стратегия и са по-скоро биосферени резервати от стар тип. На 29-а сесия на Междуправителствения координационен съвет по Програмата „Човекът и биосферата“ на ЮНЕСКО (MAB – ICC), провела се в периода 12 – 15 юни 2017 г. се обявяват четири нови разширени Биосферени паркове в България: Биосферен парк Централен Балкан, Биосферен парк Червената стена, Биосферен парк Сребърна и Биосферен парк Узунбуджак. Включването на 4-те биосферни парка в световната мрежа на ЮНЕСКО е международно признание, че въпросните обекти се управляват по целесъобразен и устойчив начин, съгласно националното законодателство и в съответствие със съвременните общоприети принципи за добро управление.

## Структура на съвременни биосферни резервати/паркове
В съответствие със Севилската стратегия съвременните биосферни паркове трябва да отговарят на следните три взаимнодопълващи се функции:

Консервационна – допринася за опазването на ландшафтите, екосистемите, видовете и генетичното разнообразие;

Развиваща – насърчава социо-културно и екологично устойчивото икономическо и човешко развитие и

Логистична – подкрепа на демонстрационни проекти, природозащитно обучение и квалификация, изследвания и мониторинг, свързани с локални, регионални, национални и глобални проблеми на опазването и устойчивото развитие.
Интеграцията на трите функции би следвало да превърне биосферните паркове в територии, подходящи за проучване и демонстриране на подходи за опазване и устойчиво развитие на регионално ниво.
Биосферните паркове от нов тип представляват сухоземни или крайбрежни екосистеми, където опазването на биоразнообразието се съчетава с устойчивото използване на ресурсите от човека. Номинират се от правителството, оценяват се на международно ниво и след обявяването им остават под държавна юрисдикция, но споделят своя опит и идеи на национално, регионално и международно ниво в рамките на Световната мрежа на биосферни резервати на ЮНЕСКО.
Биосферен резерват или парк не е категория в българския Закон за защитените територии. Държавата и нейните граждани решават дали да обявят такъв парк и внасят своята номинация до ЮНЕСКО, които разглеждат кандидатурата и решават дали отговаря на изискванията и може да бъде обявена за биосферен парк.
Основната цел на биосферните паркове е да стимулират устойчивото икономическо развитие на съответните региони, като се основават на чиста и съхранена природа и на производството и предлагането на сертифицирани местни продукти (включително горски) и регионални марки с висока добавена стойност, произведени по щадящ околната среда начин.

### Управление
В основата на управлението на биосферните паркове стои съвместната координация, обмяната на мнения и практики и взимането на решения в обществен интерес. Управлението на биосферния резерват е предмет на колективен орган, което налага създаването на Управителен съвет или Комитет, който да планира и координира дейностите с участието на всички заинтересовани страни. Всеки един биосферен парк сам решава по какъв начин да управлява територията си и какъв вид съвместно управление е най-подходящ. Целта е да се постигне ефективно функциониране на биосферните паркове, което да позволява на всички заинтересовани страни в сътрудничество помежду си да постигнат устойчив баланс между на пръв поглед несъвместимите дейности за опазване на биоразнообразието, икономическото развитие и съхраняването на културното наследство, както и справедлива подялба на произтичащите ползи от управлението на територията.

## Списък на биосферните резервати/паркове в България:[1]
| Биосферен резерват/парк | Местоположение | Година на обявяване (разширяване)                                               | Площ (ha)  | Снимка |
| --- | --- | ------------------------------------------------------------------------------- | ---------- | ------ |
| Алиботуш (биосферен резерват от стар тип) | Славянка | 1951                                                                            | 1628       |        |
| Баюви дупки - Джинджирица (биосферен резерват от стар тип) | Пирин | 1934                                                                            | 2873       |        |
| Бистришко бранище(биосферен резерват от стар тип) | Витоша | 1934                                                                            | 1061.6     |        |
| Биосферен парк Централен Балкан включващ старите биосферни резервати Боатин, Джендема, Стенето, Царичина и територията на общините Троян, Карлово, Павел Баня, Антон и Севлиево | Боатин (Златишко-Тетевенска планина), Джендема (Калоферска планина), Стенето (Троянска планина), Царичина (Златишко-Тетевенска планина) | Боатин 1948, Джендема 1953, Стенето 1979, Царичина 1949 (разширен през 2017 г.) | 369003,92  |        |
| Мантарица (биосферен резерват от стар тип) | Западни Родопи | 1968                                                                            | 1069,2     |        |
| Парангалица (биосферен резерват от стар тип) | Рила | 1933                                                                            | 1509       |        |
| Биосферен парк Сребърна включващ Сребърна и цялата територия на община Силистра                                                                                                 | езеро Сребърна | 1948 (разширен през 2017 г.)                                                    | 52005.2797 |        |
| Биосферен парк Узунбуджак включващ Узунбоджак и цялата територия на община Малко Търново                                                                                        | Странджа | 1956 (разширен през 2017 г.)                                                    | 78 425,31  |        |
| Биосферен парк Червената стена включващ Червената стена и цялата територия на община Асеновград                                                                                 | Западни Родопи | 1962 (разширен през 2017 г.)                                                    | 65409,399  |        |
| Чупрене (биосферен резерват от стар тип) | Чипровска планина | 1973                                                                            | 1439,2     |        |

### Отписани от списъка резервати
Маричини езера е бил 17-ия биосферен резерват в България, но е изключен през 2002 г. след сливането му с Централен Рилски резерват. Намира се в територията на Национален парк Рила.
През 2017 г. от списъка на ЮНЕСКО са изключени три биосферни резервата: Дупката – обявен през 1961, находящ се в Западни Родопи и с площ от 1210,8 хка; Камчия, находящ се в устието на река Камчия и обявен през 1951 с площ от 842,1 хка, както и Купена, обявен през 1961, находящ се в Западни Родопи и с площ от 1761,1 хка. Изключените биосферни резервати загубват статута си биосферен резерват на ЮНЕСКО, но продължават да бъдат защитени територии (резерват) според националното законодателство.